# Presidente de la Cámara de Representantes de Colombia
El Presidente de la Cámara de Representantes de Colombia es aquel que asume las funciones de representación de la Cámara de Representantes. Habitualmente no preside en persona las sesiones, en su lugar, delega tal función a uno de los dos Vicepresidentes elegidos como mesa directiva a principio de cada Legislatura. Además de presidir la Cámara, tiene funciones administrativas y de procedimiento legislativo, incluyendo la asignación de los proyectos de Ley a cada una de las siete comisiones constitucionales permanentes, designar las comisiones accidentales y suscribir los proyectos de Ley y Acto Legislativo que sean aprobados por el congreso.
El Presidente de la Cámara permanece como representante de su propia circunscripción mientras desempeñe esta dignidad.
Ocupa el decimocuarto lugar en el orden de precedencia, es el décimo cuarto por detrás del Presidente del Consejo de Estado, y por delante del Presidente del Consejo Superior de la Judicatura
El Presidente es electo por el pleno de la Cámara de Representantes y ejerce el cargo por un año a partir del 20 de julio, tal y como lo establece la Constitución Política y la Ley 5 de 1992, sin posibilidad de reelección dentro del mismo cuatrienio.